# Marten von Barnekow
Marten Hans Joachim von Barnekow (* 16. März 1900 in Bromberg; † 29. November 1967 in Rehau) war ein deutscher Springreiter.
Er war Angehöriger der Familie von Barnekow.
In den Jahren 1929 gewann er auf Derby und 1932 auf General das Deutsche Springderby in Hamburg-Klein Flottbek. Er gewann bei den Olympischen Spielen 1936 in Berlin die Goldmedaille mit der Mannschaft im Springreiten. In der Einzelwertung belegte er den 26. Platz auf Nordland.
Von Barnekow sprach sich in „Die Ausbildung des Springpferdes“ für ein Maßhalten in den versammelnden  Übungen für Springpferde aus.

„Diese Art der Arbeit, für den Durchschnittsreiter recht schwierig, wird zumeist falsch angewandt und durchgeführt. (...) Wie im Schritt und Trabe bleibt auch im Galopp - unter bewußtem Verzicht auf Aufrichtung bei starker Biegung der Hinterhand - die Hauptsache das Gehen am langen Zügel mit langem Hals mit vor der Senkrechten getragener Nase.“

Barnekow trat zum 9. November 1933 der SS bei (SS-Nummer 132.108), zum 23. Juni 1934 wurde er zum SS-Untersturmführer befördert. Zeitgleich erkannte er, dass nur der Wechsel zur Wehrmacht eine erfolgreiche Vorbereitung auf die Olympischen Spiele in Berlin ermöglichte. Er wurde deshalb auf eigenen Antrag zum 13. August 1934 aus der SS entlassen und bereitete sich in der Kavallerieschule Hannover der Wehrmacht auf die Olympischen Spiele 1936 in Berlin vor. Bei den Reitwettkämpfen gewann er auf „Nordland“ im Mannschaftsspringreiten zusammen mit Kurt Hasse auf „Tora“ und Heinz Brandt auf „Alchimist“ die Goldmedaille. Zum 9. November 1938 trat er als SS-Sturmbannführer wieder in die SS ein, um seine reitsportliche Karriere für die SS-Hauptreitschule München fortzusetzen.